# Дряново (община)
Дряново (болг. Община Дряново) — община в Болгарии. Входит в состав Габровской области. Население общины на 31 декабря 2011 года оценивалось в 9 587 человек, причём в крупнейшем населённом пункте общины — городе Дряново, в это время проживало 7 326 человек.
Площадь территории общины — 248,5 км², высота над уровнем моря 180…640 м. Кроме города Дряново в общине есть ещё 62 менее крупных населённых пункта.
Климат умеренно континентальный, отличающийся мягкой зимой и прохладным летом.
Кмет (мэр) общины — Иван Илиев Николов по результатам выборов 2007 года.

## Состав общины
В состав общины входят следующие населённые пункты:
| - Балванците - Бучуковци - Ганчовец - Геня - Геша - Глушка - Гоздейка - Големи-Болгарени - Горни-Вырпишта - Гостилица - Гырня - Денчевци - Длыгня - Добрените - Долни-Вырпишта - Долни-Драгойча - Доча - Дряново - Дурча - Зая - Игнатовци - Искра - Каломен - Караиванца | - Катранджии - Керека - Косарка - Куманите - Малки-Болгарени - Маноя - Пейна - Петковци - Плачка - Радовци - Ритя - Руня - Русиновци - Саласука - Скалско - Славейково - Соколово - Сяровци - Туркинча - Царева-Ливада - Чуково - Шушня - Янтра |